# Усть-Самарський ретраншемент
48°25′50″ пн. ш. 35°06′41″ сх. д. / 48.43056° пн. ш. 35.11139° сх. д.

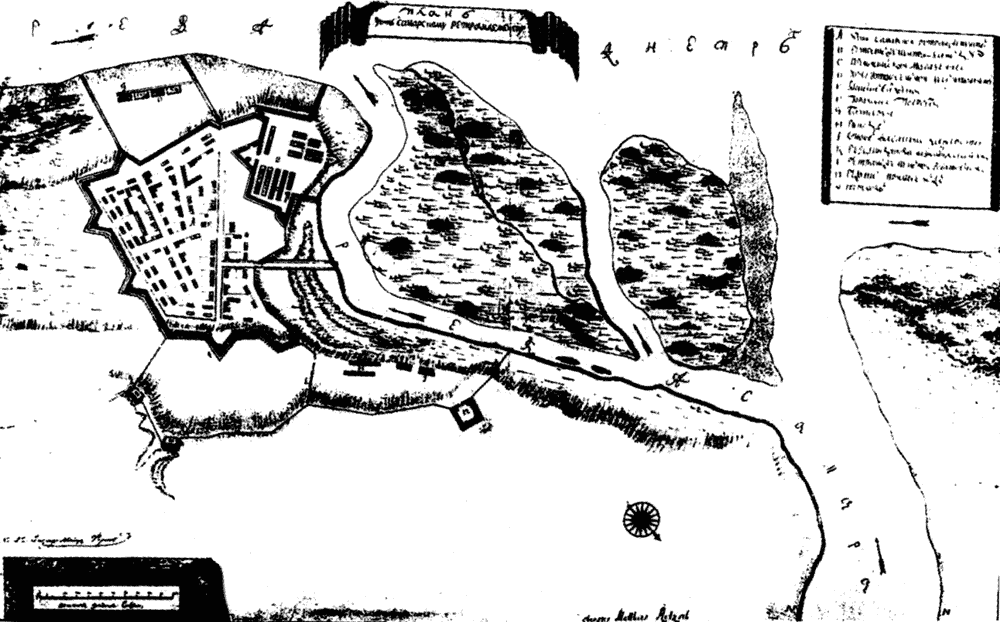
Усть-Самарський ретраншемент на плані 1770 року

Усть-Самарський ретраншемент — військове укріплення (ретраншемент), дерев'яно-земляна фортеця, форпост російських військ в часи російсько-турецьких воєн XVIII століття.
Влаштована Б. К. Мініхом в 1740-х роках на залишках старого козацького укріплення, закладеного, за деякими джерелами, в 1688 році. Ретраншемент служив важливим опорним пунктом, його гарнізон становив 500 піхотинців і стільки ж козаків під керівництвом штаб-офіцера.
Фортецю ліквідовано у 1783 році, на її місці залишилось поселення Стара Ігрень, що згодом увійшла до складу Дніпра.

## Опис фортеці
Влаштовуючи Усть-Самарський ретраншемент, Мініх скористався земляною фортецею, що вже існувала (за деякими даними споруджена у 1688 році). Наявне укріплення використовували для розміщення провіантських магазинів і порохових льохів. 
З картографічних матеріалів 1740-х років добре видно, що новий великий ретраншемент, споруджений навколо Усть-Самарської фортеці у 1736 році, оточував її південну й східну частини; з боку Дніпра новий вал підходив до фортеці, а з боку Самари — до краю високого берега. 
У споруді знаходились генеральська, штаб-офіцерська та обер-офіцерська квартири, казарми й лазарет. 
Зі сходу фортеці була височина, посилена двома зімкненими і взаємофланкуючими укріпленнями; ряд рогаток між стовпами тягнувся навколо цих укріплень і між ними аж до самого ретраншементу. Таким чином утворювався величезний посад, де зберігався провіант і збиралося військо.
За периметром довжина ретраншементу навколо фортеці у 1736 році дорівнювала 670 метрів (валова фортеця). Загальна площа посаду, утвореного земляними укріпленнями, сягала 2,1 га. Оборонний рів із валом, що оточували фортецю, мали ширину профілю приблизно 12 метрів. 
Стара фортеця розташовувалася на північній стороні велично-го мису, мала довжину периметру укріплень трохи менше 300 метрів і внутрішню площу 0,4 га.а вершині бруствера нового укріплення стояв ряд паль задля зупинки ворожого наступу. Розміщувалися вони таким чином, щоб стрілець, котрий знаходився на бенкеті земляного бруствера, міг вільно просунути рушницю в отвір і вести прицільну стрілянину в різних напрямках. Інші укріплення періоду російсько-турецької війни таких посилень бруствера не мали.
Оскільки ретраншемент слугував головним опорним пунктом, для його утримання було залишено залогу — 500 піхотинців, і таку ж кількість козаків під керівництвом штаб-офіцера.

## Історія
У 1737 р. на протилежному березі Дніпра для прикриття переправи було зведено Кам'янський ретраншемент.
З 1740 року біля укріплення вже існувала невеличка слобода.
У 1744 році постало питання про скорочення кількості укріплень на Нижньому Дніпрі. Після розгляду його Військовою Колегією було вирішено: «крепость Новосеченскую, ретраншементы: Каменской, Старо-Самарской, редуты: Кайдацкой, Сакольской содержать малыми замками (займати тільки внутрішні укріплення), пока артиллерия и припасы будут из них вывезены.
Ретраншементы: Усть-Самарский и Биркутский за неудобностию вовсе оставить и имеющуюся в них артиллерию в назначенное к содержанию место вывесть (у Стару Січ.)».
Але ймовірно гарнізон залишився в ретраншементі. Останню облогу укріплення витримало 1769 року під час «агарянської» навали та облозі татар-ногайців, але вистояло.
Як видно з архівних та картограічних джерел 1780-х років, забудова внутрішньої частини ретраншементу стала набагато щільнішою. Укріплення знаходилося в доброму стані. Після 1783 року фортецю ліквідовано: гармати з Усть-Самари передано до Кінбурнської фортеці, будівлі продано й перенесено в інші місця, залогу виведено.
Слобода, що оточувала ретраншемент, залишилася і згодом отримала назву Стара Ігрень.

## Сучасний стан
Після побудови ДніпроГЕСу фортеця фактично була знищена водами Дніпровського водосховища. Залишки південного фронту з реданним виступом, сильно порослі деревами, можна ще знайти на острові Стара (Мийка). На материковій частині, на самому березі, залишився східний фронт ретраншементу з реданним виступом, якщо його не знищив благоустрій прибережної території санаторію.